# Argómaniz
Argómaniz (en euskera y oficialmente Argomaniz) es un concejo del municipio de Elburgo, cuadrilla de la Llanada Alavesa, en la provincia de Álava, España. 

## Toponimia
La población es mencionada en el año 1025 en la Reja de San Millán como Argumaniz.Otras denominaciones que ha tenido han sido Argomanis y Argomanez.

## Geografía física
Concejo situado en la Llanada Alavesa, al sur del extremo oriental del embalse del Zadorra, a 602 m s. n. m. (metros sobre el nivel del mar) y a unos 16 km al este de Vitoria.

### Ubicación
|                         | Norte: Mendíjur |               |
| Oeste: Arbulo y Matauco |                 | Este: Arrieta |
|                         | Sur: Elburgo    |               |

## Historia
La localidad de Argómaniz fue una de las aldeas que fueron agregadas a la villa de Elburgo por el rey Alfonso XI en Sevilla el 20 de octubre de 1337. Don Juan de Larrea y Henayo, Consejero de Guerra y Secretario de Estado de Carlos II, tenía en Argómaniz su palacio, llamado también del Virrey. Hacia mediados del siglo XIX, el lugar tenía contabilizada una población de setenta habitantes. Aparece descrito en el segundo volumen del Diccionario geográfico-estadístico-histórico de España y sus posesiones de Ultramar de Pascual Madoz con las siguientes palabras:

ARGOMANIZ: l. en la prov. de Alava (2 leg. á Vitoria), dióc. de Calahorra (12), part. jud. de Salvatierra (2 1/2) y ayunt. de El-Burgo (1/2): sit. á la falda del monte denominado Zabalgaña en clima frio, pero sano: tiene escuela de primeras letras á la que asisten 9 niños y 10 niñas, dotada con 1,399 rs. la igl, parr. (San Andrés Apóstol) es servida por 1 cura beneficiado de presentacion del cabildo. El térm. confina por N. con Mendijur; por E. con Echavarri de Urtupiña, al S. El Burgo y á O. Orcitia y Arbulo; al E. se halla la ermita de San Pedro en el despoblado de Quilchano, cuyos vec. en el siglo XIV pasaron con los de otras ald. á poblar la v. de El Burgo: abunda de fuentes de buena agua. El terreno en lo general llano y fértil; hay buenos montes y prados de pasto y sobre 500 fan. de tierras destinadas al cultvio: los caminos locales y mal cuidados, y el correo se recibe de Vitoria por medio de un peaton: prod. trigo, maiz, avena, rica, yeros, habas, alguna fruta y hortaliza: cria poco ganado y se cazan algunas perdices. pobl. 12 vec.: 70 alm.: contr. (V. Alava intendencia).
(Madoz, 1845, p. 549)

## Demografía
En 2022, la entidad singular de población tenía empadronados 185 habitantes y el núcleo de población, los mismos.
| Gráfica de evolución demográfica de Argómaniz entre 2000 y 2017 |
|                                                                 |
| Población de derecho según los censos de población del INE.     |

## Cultura

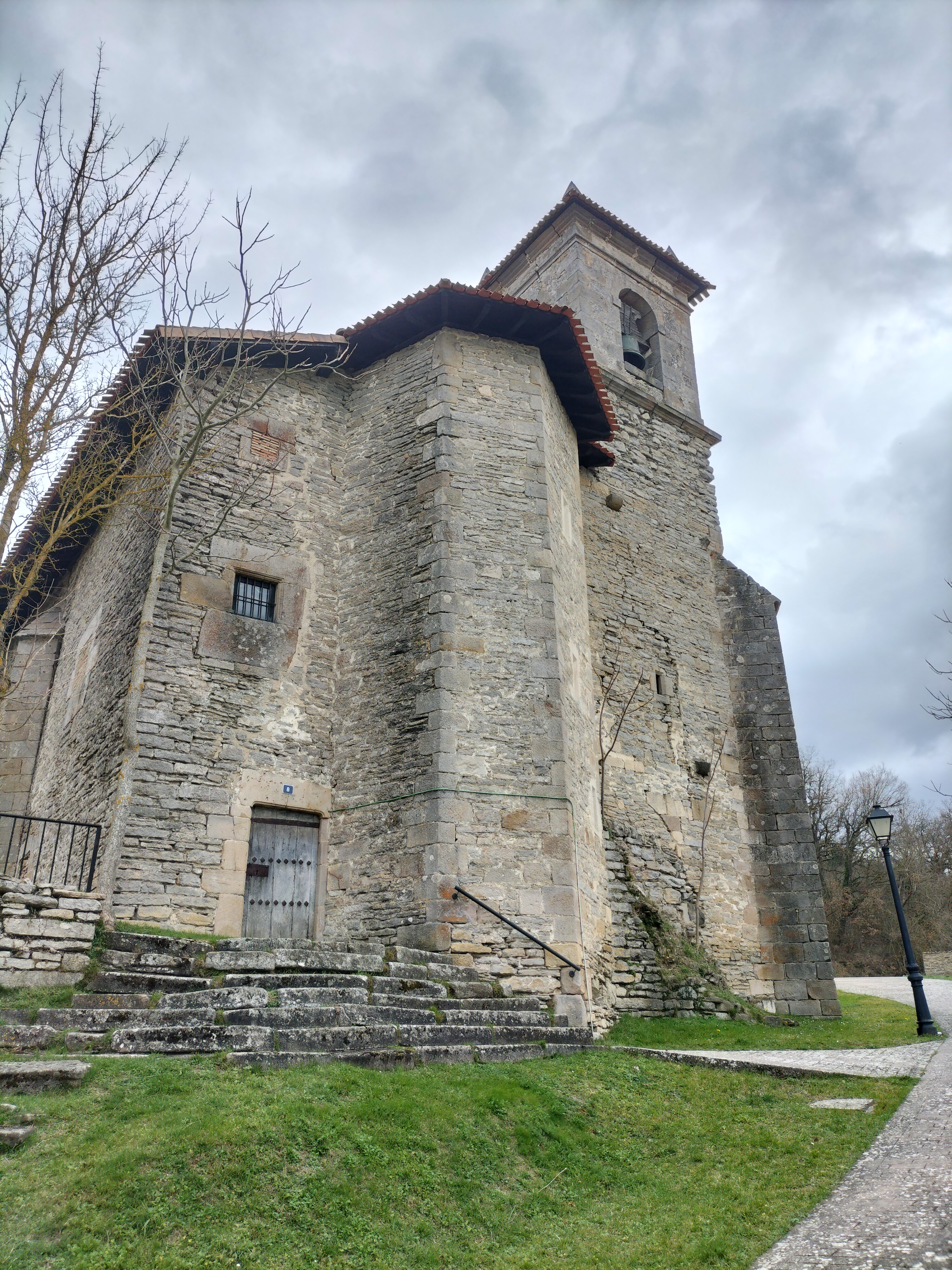
Iglesia de San Andrés

### Patrimonio material
- Iglesia de San Andrés.[7][8]Del siglo XVI, es un edificio de aspecto macizo de considerable altura de planta de cruz latina y nave de dos tramos. En algunas claves de las bóvedas de terceletes que cubren los tramos de dicha nave se reconocen advocaciones del Camino de Santiago como Santa Marina. El retablo mayor es barroco, de finales del siglo XVII. Contenía una pintura del Martirio de San Andrés del mismo XVII y, en su remate, una Anunciación de la misma época, ambas expuestas en el Museo Diocesano de Arte Sacro de Álava en Vitoria.[3][9]

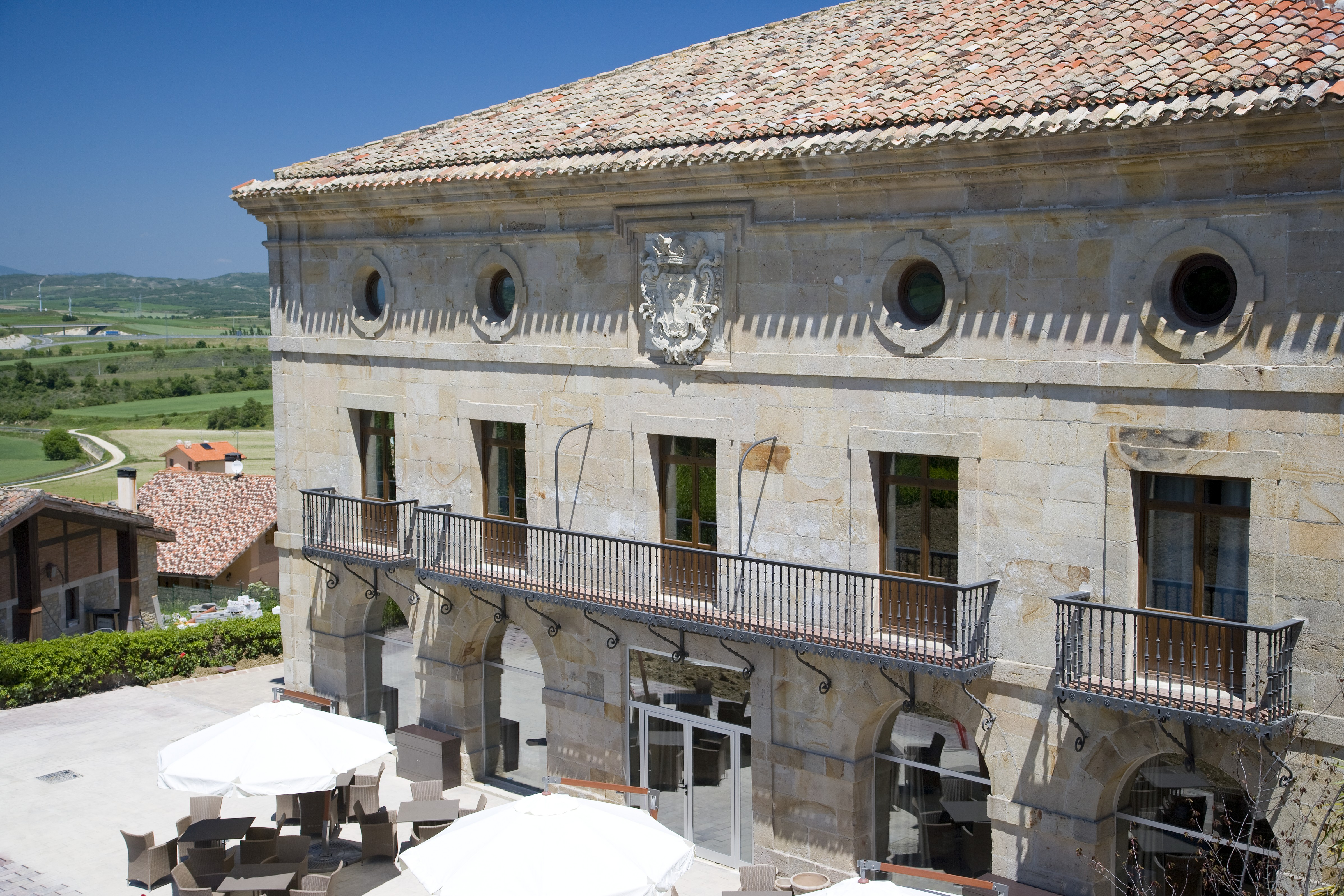
Palacio de los Larrea

- Palacio de los LarreaPalacio de los Larrea.[10][11]Edificio del siglo XVII, originalmente propiedad del Virrey de México pasó luego a la familia Larrea (en la fachada principal figura su escudo) quienes realizaron importantes aportaciones a la construcción. Durante la Guerra de la Independencia este palacio se utilizó como cuartel general de las tropas francesas. Se dice que en él descansó Napoleón previamente al asalto de Vitoria. En él se ubica desde 1978 el Parador Nacional de Turismo de Argómaniz.[12][13][14]

- Fuente y lavadero de Biticurri.[15]
- Fuente de Chagorta.[16]

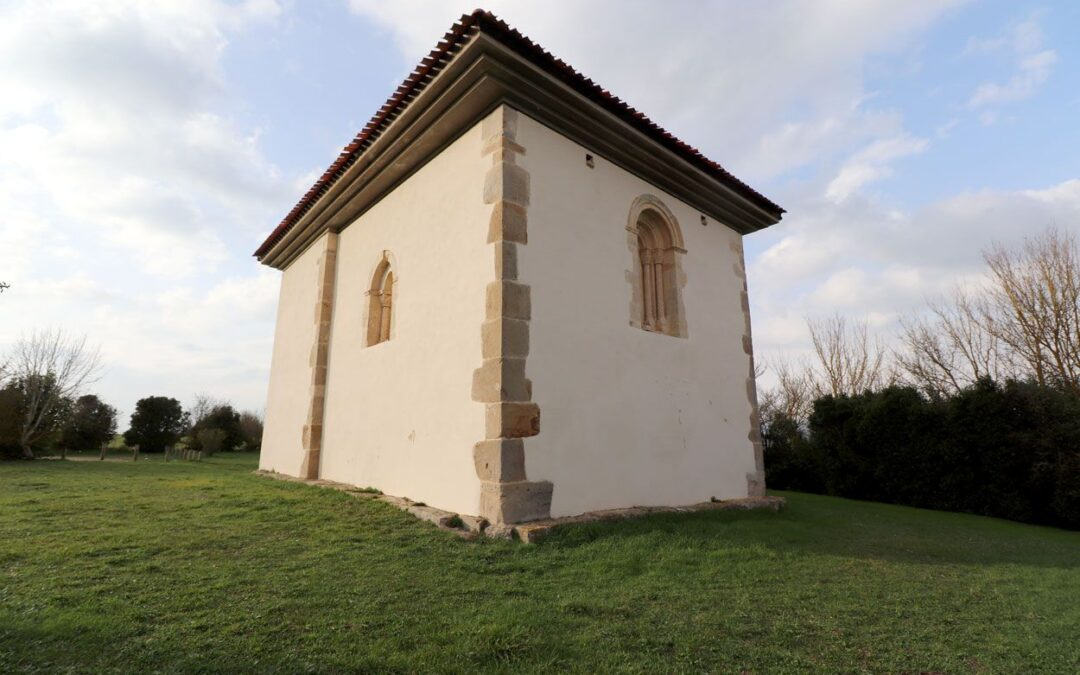
Ermita de San Pedro de Quilchano

- Ermita de San Pedro de QuilchanoErmita de San Pedro de Quilchano. Situada en un alto a 3 km de Argómaniz, fue la parroquia del que hoy es despoblado de Quilchano. Datada en el siglo XII. La ermita es común a Argómaniz, Mendíjur, Guevara, Echávarri y Elburgo. Es un templo románico de cabecera recta con un ventanal muy decorado en el muro este y otro más sencillo en el orientado al sur. La ermita sufrió importantes remodelaciones a lo largo de los siglos. En los años 90 del siglo XX se llevó a cabo una restauración para intentar solventar los problemas estructurales del templo, en la que se construyó una gran cristalera que sirve como entrada al templo.[9][17][18][19]
- Ermitas desaparecidas de Santa Eulalia y de Santa Catalina.[20][21]
- Centro social
- Frontón y juegos infantiles.

### Patrimonio inmaterial

#### Festividades
- Las fiestas de la localidad se celebran el 30 de noviembre, San Andrés.[3][22]
- También realizan festejos el fin de semana anterior a San Juan (24 de Junio).[23]